# The Last of the Mohicans (film 1911 Marston)
The Last of the Mohicans è un cortometraggio muto del 1911 diretto da Theodore Marston. Uno dei primi adattamenti cinematografici del romanzo L'ultimo dei Mohicani di James Fenimore Cooper. Già nel 1909 il romanzo era stato portato sullo schermo da D.W. Griffith in un film dal titolo Leather Stocking.
Nel 1911, venne prodotto un altro The Last of the Mohicans dalla Powers Picture Plays.

## Produzione
Il film fu prodotto dalla Thanhouser Film Corporation e venne girato nello stato di New York, al Lake George.

## Distribuzione
Distribuito dalla Motion Picture Distributors and Sales Company, il film - un cortometraggio in una bobina - uscì nelle sale cinematografiche statunitensi il 10 novembre 1911.